# Aristolochia kunmingensis
Aristolochia kunmingensis C.Y.Cheng & J.S.Ma – gatunek rośliny z rodziny kokornakowatych (Aristolochiaceae Juss.). Występuje endemicznie w Chinach, w prowincjach Junnan i Kuejczou.

## Morfologia
PokrójKrzew o pnących i bezwłosych pędach.
LiścieMają owalny kształt. Mają 6–14 cm długości oraz 4–8 cm szerokości. Są czasami skórzaste. Nasada liścia ma sercowaty kształt. Z ostrym lub spiczastym wierzchołkiem. Są owłosione od spodu. Ogonek liściowy jest nagi lub lekko owłosiony i ma długość 1,5–4 cm.
KwiatyZygomorficzne, pojedyncze. Mają czarno-purpurową barwę. Dorastają do 20–30 mm długości i 6 mm średnicy. Mają kształt wygiętej tubki. Wewnątrz są żółte i owłosione.
OwoceTorebki o cylindrycznym kształcie. Mają 3–4 cm długości i 2 cm szerokości. Pękają u podstawy.

## Biologia i ekologia
Rośnie w zaroślach. Występuje na wysokości do 2000 m n.p.m. Kwitnie w maju, natomiast owoce pojawiają się w sierpniu.